# Минск М105
«Минск» М105 — лёгкий дорожный двухместный мотоцикл из семейства мотоциклов «Минск» производства Минского мотоциклетно-велосипедного завода (БССР, г. Минск, современное название — ОАО «Мотовело»). Выпускался с 1967 по 1971 год. Предшественник — модель «Минск» М104, преемник — «Минск» М106.

## Устройство
Модель мотоцикла «М105» является дальнейшим развитием предыдущей модели «М104».

### Двигатель
Двигатель одноцилиндровый, с воздушным охлаждением и двухканальной возвратной продувкой. Головка цилиндра из алюминиевого сплава с декомпрессором.
Двигатель на модели М105 был доработан: на этой модели завод впервые применил вместо цельнолитого чугунного цилиндра чугунную гильзу, залитую в алюминиевую рубашку охлаждения, что улучшило его теплоотдачу, проведены работы по улучшению характеристик, двигатель получил новый модернизированный карбюратор К-36М, применён подшипник нижней головки шатуна с сепаратором вместо бронзовой втулки, изменена система выпуска, установлен новый глушитель, в результате чего была получена мощность 7 л.с. при 5 500 об/мин. Для двигателя требуется топливо из смеси масла и бензина в соотношение 1:25.

### Трансмиссия
Самое главное новшество этой модели — четырёхступенчатая коробка передач. Механизм переключения передач — ножной. Сцепление многодисковое, в масляной ванне. Привод на заднее колесо — цепью. На этой модели завод впервые ввёл защиту цепи главной передачи штампованными кожухами и резиновыми чехлами цепи, что увеличило срок службы цепи.

### Ходовая часть
Рама трубчатая, закрытого типа, усилена (в отношении к М104). Передняя вилка телескопического типа с гидравлическими амортизаторами, Задняя подвеска маятникового типа с гидравлическими амортизаторами.

### Электрооборудование
На новой модели впервые был установлен стоп-сигнал, а также лампа подсветки спидометра.

## Техническая характеристика
| Длина, мм                         | 1960                                       |
| Ширина, мм                        | 660                                        |
| Высота, мм                        | 960                                        |
| База, мм                          | 1 230—1 255                                |
| Дорожный просвет, мм              | 135                                        |
| Максимальная нагрузка, кг         | 150                                        |
| Сухой вес, кг                     | 95                                         |
| Макс. скорость, км/ч              | 80                                         |
| Средний расход топлива, л/100 км  | 3,5—4                                      |
| Диаметр цилиндра, мм              | 52                                         |
| Ход поршня, мм                    | 58                                         |
| Рабочий объем двигателя, см3      | 123                                        |
| Степень сжатия                    | 8                                          |
| Мощность двигателя, л.с.          | 7                                          |
| Обороты при макс. мощности об/мин | 5500                                       |
| Карбюратор                        | К-36М                                      |
| Воздухофильтр                     | контактно-масляный                         |
| Топливо                           | бензин А-76                                |
| Ёмкость бензобака, л              | 12                                         |
| Моторная передача                 | Цепь ПВ-9.525-1200                         |
| Передаточное число                | 2,75                                       |
| Сцепление                         | многодисковое, в масляной ванне            |
| Число ведущих дисков              | 4                                          |
| Коробка передач                   | 4-ступенчатая                              |
| Передаточные числа                | I - 3,18, II - 1,97, III - 1,39, IV - 1,00 |
| Главная передача                  | закрытая цепь ПР-12,7-1800-2               |
| Передаточное число                | 2,67                                       |
| Колеса (ступицы)                  | штампованные                               |
| Шины                              | 65-484 (2.50-19")                          |
| Седло                             | двойное, типа подушка                      |
| Генератор                         | Г-411                                      |
| Катушка зажигания                 | Б-300                                      |
| Опережение зажигания (мм до ВМТ)  | 3,7                                        |
| Лампа фары                        | 32×21                                      |
| Стоп-сигнал                       | ФП-230                                     |
| Указатель поворотов               | отсутствует                                |
| Спидометр                         | СП-115                                     |
| Сигнал                            | С-34                                       |
| Переключатель света               | П-200                                      |